# Paul Delvaux
Paul Delvaux (Huy, 23 de setembro de 1897 – Veurne, 20 de julho de 1994) foi um pintor belga ligado à corrente surrealista.

## Biografia
Paul Delvaux aos 21 anos de idade iniciou seus estudos na Academia de Belas Artes de Bruxelas, onde, mais tarde, seria professor durante os anos de 1950 a 1962. Iniciou pintando quase que exclusivamente paisagens e, posteriormente, dedicou-se a ensaiar uma espécie de realismo impressionista. Nos anos 30 conheceu o expressionismo flamengo, e sob a influência de Giorgio de Chirico e Magritte, uma década mais tarde, já participava de exposições surrealistas ao lado de mestres como Salvador Dali. Sua técnica, quase acadêmica, contrasta com sua fixação por temas misteriosos e por uma materialização de um mundo onírico e pessoal, em que a mulher se transfigura em um ser arcano, às vezes submetida em metamorfoses vegetais, em uma atmosfera inquietante marcada por um certo erotismo.
Dentre suas obras podemos destacar: Esqueletos, Jardim Noturno, A tentação de Santo Antônio e A Vênus Adormecida.
O Museu Paul Delvaux situado em St-Idesbald, abierto en 1982, possui uma grande coleção de pinturas daquele pintor surrealista belga.
Devido à perda progressiva da visão, Paul Delvaux deixou de pintar a partir de 1986, e sua última grande exposição aconteceu em Paris no ano de 1992. Morreu em 20 de julho de 1994, aos 96 anos.